# Scott Verplank
Scott Verplank (Dallas, 9 juli 1964) is een professioneel golfer uit de Verenigde Staten.

## Amateur
Als amateur was Verplank lid van de Brookhaven Country Club in Dallas. Hij ging studeren aan de Universiteit van Oklahoma en won in die periode het Western Open van de PGA Tour.

### Gewonnen
- 1983: Porter Cup
- 1984: US Amateur, Sunnehanna Amateur
- 1985: Western Amateur, Sunnehanna Amateur, Porter Cup
- 1986: NCAA individual title

### Teams
- Eisenhower Trophy: 1984
- Walker Cup: 1985 (winnaars)

## Professional
Na zijn afstuderen werd Verplank in 1986 professional. Ondanks dat hij aan diabetes lijdt, en tijdens het spel zichzelf soms injecties moet toedienen, heeft hij een mooie carrière opgebouwd. Op de Amerikaanse PGA Tour behaalde hij vijf overwinningen, en tweemaal kreeg hij een plaats in het Amerikaanse team bij de Ryder Cup. Hij was de eerste en nog steeds enige speler die een hole-in-one heeft gemaakt tijdens de Ryder Cup (2006).

### Gewonnen

#### Amerikaanse PGA Tour
| Nr | Jaar | Toernooi                      | Score                 | Voorsprong | Tweede plaats            |
| -- | ---- | ----------------------------- | --------------------- | ---------- | ------------------------ |
| 1  | 1985 | Western Open (als amateur)    | -9 (68-68-69-74=279)  | Play-off   | Jim Thorpe               |
| 2  | 1988 | Buick Open                    | -20 (66-66-70-66=268) | 2 slagen   | Doug Tewell              |
| 3  | 2000 | Reno-Tahoe Open               | -13 (69-68-71-67=275) | Play-off   | Jean van de Velde        |
| 4  | 2001 | Bell Canadian Open            | -14 (70-63-66-67=266) | 3 slagen   | Joey Sindelar, Bob Estes |
| 5  | 2007 | EDS Byron Nelson Championship | -13 (67-68-66-66=267) | 3 slagen   | Luke Donald              |

#### Elders
- 2006: Wendy's 3-Tour Challenge (met Stewart Cink en Zach Johnson)

### Teams
- WGC-World Cup: 1998 (individueel), 2004
- Ryder Cup: 2002, 2006
- Presidents Cup: 2005 (winnaars), 2007 (winnaars)